# Józef Filipczyk
Józef Filipczyk, ps. Ignac, Śmiały (ur. 6 marca 1907 w Gniazdowie k. Będzina, zm. 27 marca 1979 w Katowicach) – polski górnik, urzędnik, działacz komunistyczny.

## Życiorys
Urodzony w wielodzietnej robotniczej rodzinie Piotra Filipczyka. Ukończył szkołę podstawową i od 1922 pracował w kopalni w Orzegowie (obecnie w Rudzie Śląskiej), od 1930 bezrobotny. Członek Centralnego Związku Górników i od 1928 działacz KPP, organizował komórki KPP w Orzegowie i Goduli. Członek Komitetu Dzielnicowego (KD) KPP w Rudzie Śląskiej, 1929–1931 działał również w legalnej PPS-Lewicy. Brał aktywny udział w kampanii wyborczej do II i III kadencji Sejmu Śląskiego w 1930, członek Okręgowego Komitetu Wyborczego PPS-Lewicy w Królewskiej Hucie. Działacz Zrzeszenia Wolnych Związków Zawodowych w Polsce (z ramienia KPP), X 1930 współorganizator Górnośląskiego Związku Zawodowego Górników w Polsce, w którym został sekretarzem Zarządu Głównego (ZG). Organizował wiece i demonstracje pod hasłem „chleba i pracy”, prowadził agitację strajkową w kopalniach, za co 12 sierpnia 1931 został skazany na 6 miesięcy twierdzy. W marcu 1932 organizował demonstrację bezrobotnych w Orzegowie, która zakończyła się starciem z policją. Wkrótce udał się do Hamburga, później – na polecenie KC KPP – do Moskwy, gdzie przez rok studiował w szkole partyjnej. Po powrocie został członkiem Komitetu Okręgowego (KO) KPP Górnego Śląska, działał też w Lewicy Związkowej. W latach 1934–1935 sekretarz podokręgu rybnickiego, później podokręgu w Lipinach. We wrześniu 1939 przedostał się do Lwowa, a w 1940 na Ural, gdzie pracował w hucie. Jesienią 1941 wstąpił do PSZ w ZSRR, z którą w lipcu 1942 ewakuował się do Iranu. W połowie 1943 podjął pracę w fabryce w Teheranie, 1944 przeniósł się do Moskwy, skąd został skierowany do działalności w kraju. W Lublinie wstąpił do PPR, w styczniu 1945 wraz z kierowaną przez Aleksandra Zawadzkiego grupą operacyjną wrócił na Górny Śląsk z zadaniem tworzenia Okręgowej Komisji Związków Zawodowych (OKZZ), której został sekretarzem. Od marca 1945 zastępca dyrektora huty „Kościuszko”. Członek Miejskiej Rady Narodowej i Komitetu Miejskiego (KM) PPR. Delegat na I Zjazd PPR w grudniu 1945 w Warszawie. Od 1947 zastępca dyrektora fabryki śrub w Żywcu, potem kopalni Turów i kopalni węgla brunatnego w Łęknicy. Od 1951 pracownik Okręgowego Urzędu Górniczego w Chorzowie, od maja 1955 w Rudzie Śląskiej. Ukończył technikum górnicze w Bytomiu. Wielokrotnie był sekretarzem POP PZPR i członkiem KM PZPR w Rudzie Śląskiej. Od 1965 na rencie.

## Ordery i odznaczenia
- Order Sztandaru Pracy II klasy
- Krzyż Komandorski Orderu Odrodzenia Polski